# Gremio dei macellai
Il gremio dei Macellai (Mazziddaggi) di Sassari è un'antica corporazione di arti e mestieri della città sarda. Il gremio prende parte dal 2016 alla discesa dei candelieri.
Il gremio dei Macellai inoltre è l'unico gremio attivo nell'organizzazione del carnevale sassarese.

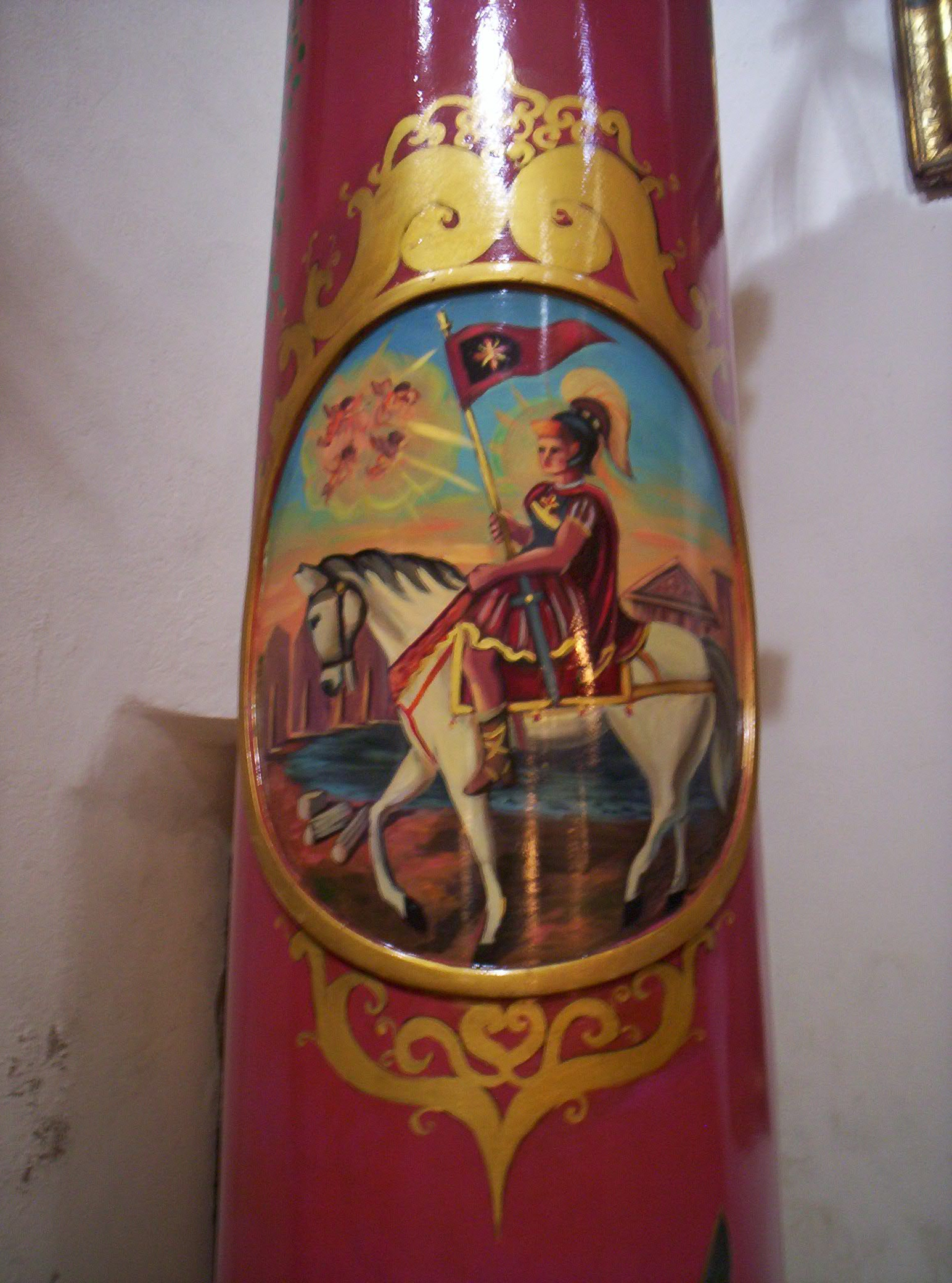
S.Maurizio nel candeliere

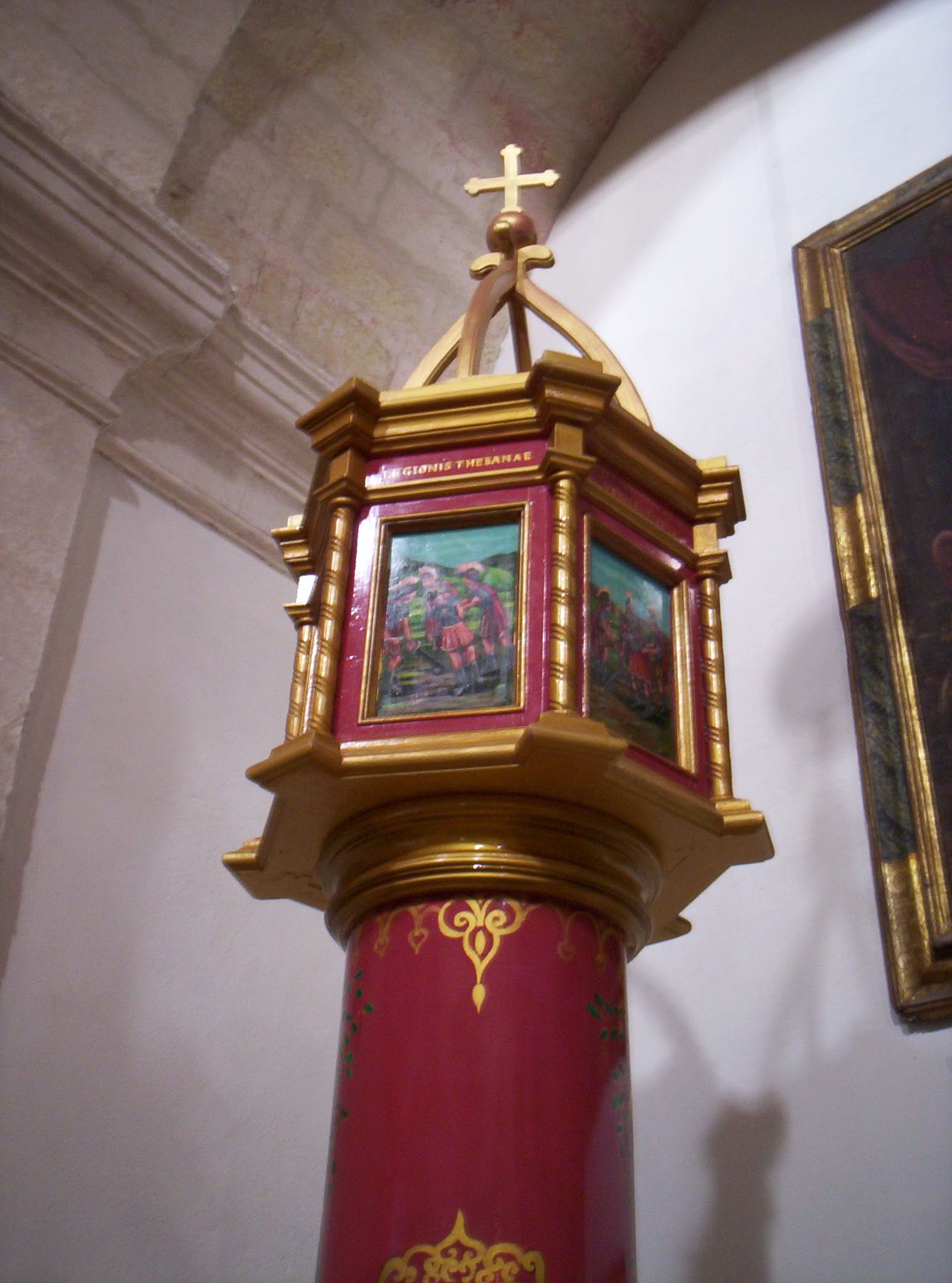
Capitello del candeliere

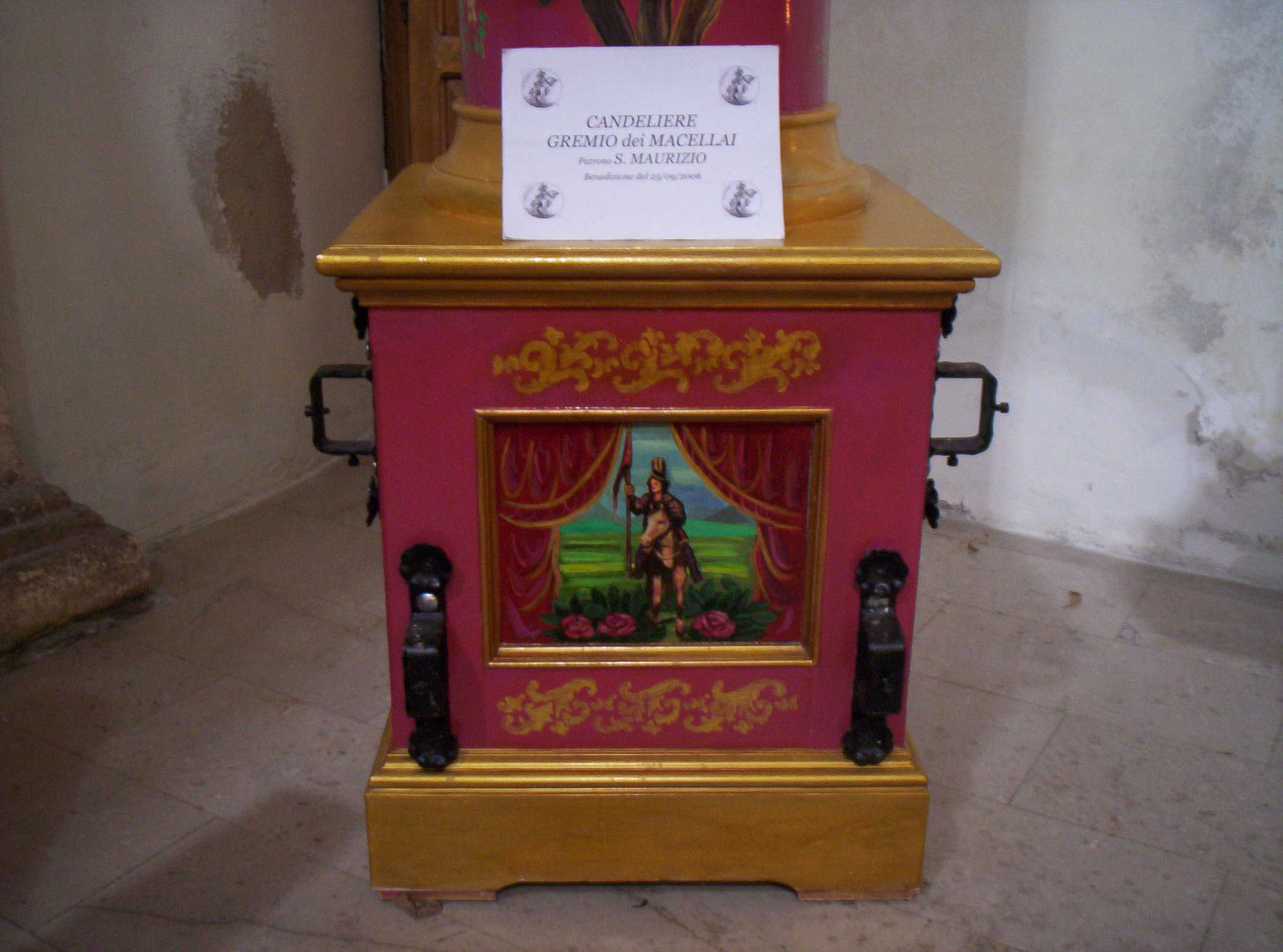
Base del candeliere

## Storia
Già negli statuti sassaresi del 1294 viene nominata la maestranza dei Taverraggios (Macellai appunto).

Nel 1795, nel venirle proposto un calmiere dei prezzi dal parlamento sardo, l'associazione veniva già nominata come gremio.
Non si sa tuttavia a quando risalga la fondazione dello stesso.

### Culto di San Maurizio
Il culto di San Maurizio a Sassari era già praticato nel 1635 per volontà del nobile cittadino sassarese Don Giovanni Ansaldo nella chiesa di San Giacomo. Questa festa si celebrava, come la si fa ancora oggi, il 22 settembre, e vi partecipavano i Crociati (Ordine Cavalleresco dei Santi Maurizio e Lazzaro).
Il culto di San Maurizio poi, per lungo tempo oltre che nella chiesa della Trinità, era praticato anche nella chiesa di San Giacomo.
Di un cavaliere macellaio si ha invece notizia all'inizio del secolo XVIII a causa delle proteste del popolo contro un suo sopruso. Dai documenti e dalle immagini in possesso del gremio non si possono ricavare molte notizie utili in proposito ma si capisce dalle insegne che portava che costui doveva essere un cavaliere dell'ordine dei santi Maurizio e Lazzaro.
Nell'Ottocento, sulle pagine della Nuova Sardegna si ritrova che per le solenni celebrazioni in onore di San Maurizio, la facciata della chiesa dei Trinitari (Santa Croce, come appare nel quotidiano sassarese del 1º settembre 1898) è stata adeguatamente addobbata con luminarie e festoni. Sempre nello stesso quotidiano, nel mese di settembre del successivo 1899 troviamo menzionata la festa di San Maurizio con sublime fastosità e devozione sempre nella chiesa della SS. Trinità.
Con la benedizione della nuova bandiera nel 1998, i gremianti ritornarono nella chiesa di San Giacomo originaria sede dei devoti del santo per il prestare saluto della Bandiera alla cappella del Martire.

### Organizzazione della festa
Le esigue notizie giunte sino a noi, pur frammentarie, danno uno spaccato sull'organizzazione dell'associazione e dell'organizzazione della festa patronale. Si sa che tutti i macellai associati o meno versavano 200 Lire alla settimana e che la festa come accadeva per tutti i gremi sassaresi era affidata all'peraio maggiore (Obriere).
Per l'organizzazione della festa il simulacro del Santo donato dal signor Antonio Raimondo e consorte doveva essere tassativamente portato dall'Obriere in casa dei donatori e tuttora l'opera è gelosamente conservata a Sassari in una privata abitazione.
Dai due registri da cui si deducono queste notizie (datati 1946 e 1979) vi sono inoltre riportati gli incarichi sociali di Obriere Maggiore, Obriere Minore e Obriere di Cappella, conformi a quelli di tutti gli altri gremi sassaresi.

## Bandiera
Le bandiere del gremio (grande e piccola) sono di colore rosso. Entrambe recano l'effigie di San Maurizio.

## Candeliere
Il candeliere dopo un recente restauro è di color crema brunita e presenta delle decorazioni in foglia d'oro. Ha preso parte alla sfilata per la prima volta nella discesa del 2016.

### Capitello o Corona
Di forma esagonale, sono raffigurati San Bartolomeo (patrono minore del Gremio) e i martiri della legione tebea: sant'Orso, sant'Ottavio, sant'Avventore e san Solutore. Sul retro del capitello infine è rappresentata la Madonna del Rimedio.

### Fusto
Reca sulla parte frontale il patrono a cavallo. Sul retro è riportato un bassorilievo con la croce trilobata, simbolo del santo.

### Base
Nei quattro lati del basamento spiccano bassorilievi raffiguranti gli attrezzi del mestiere (coltello, acciaio e mannaia), avvolti da un fiocco rosso.

## Galleria d'immagini

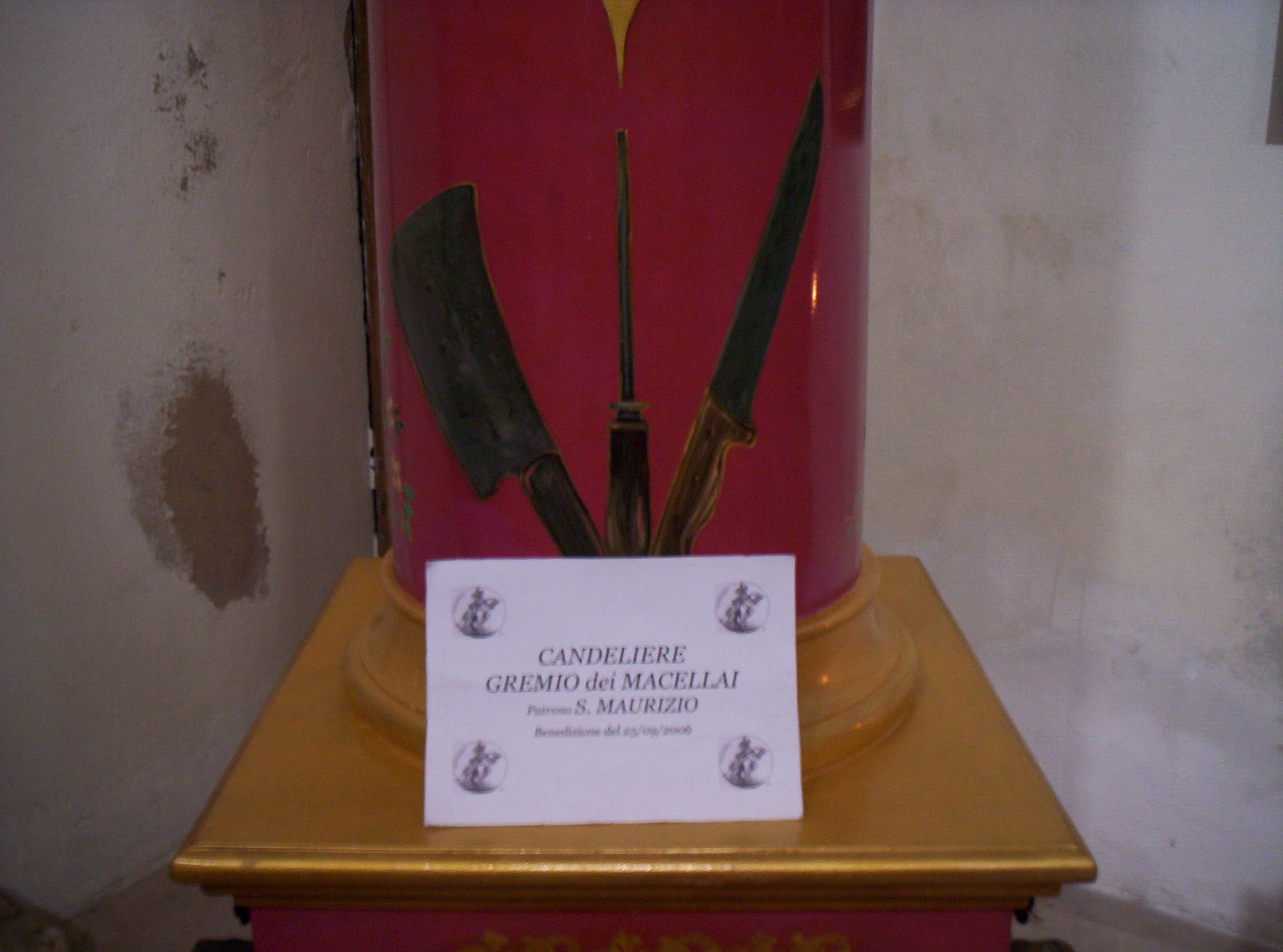
Simboli della maestranza dei macellai
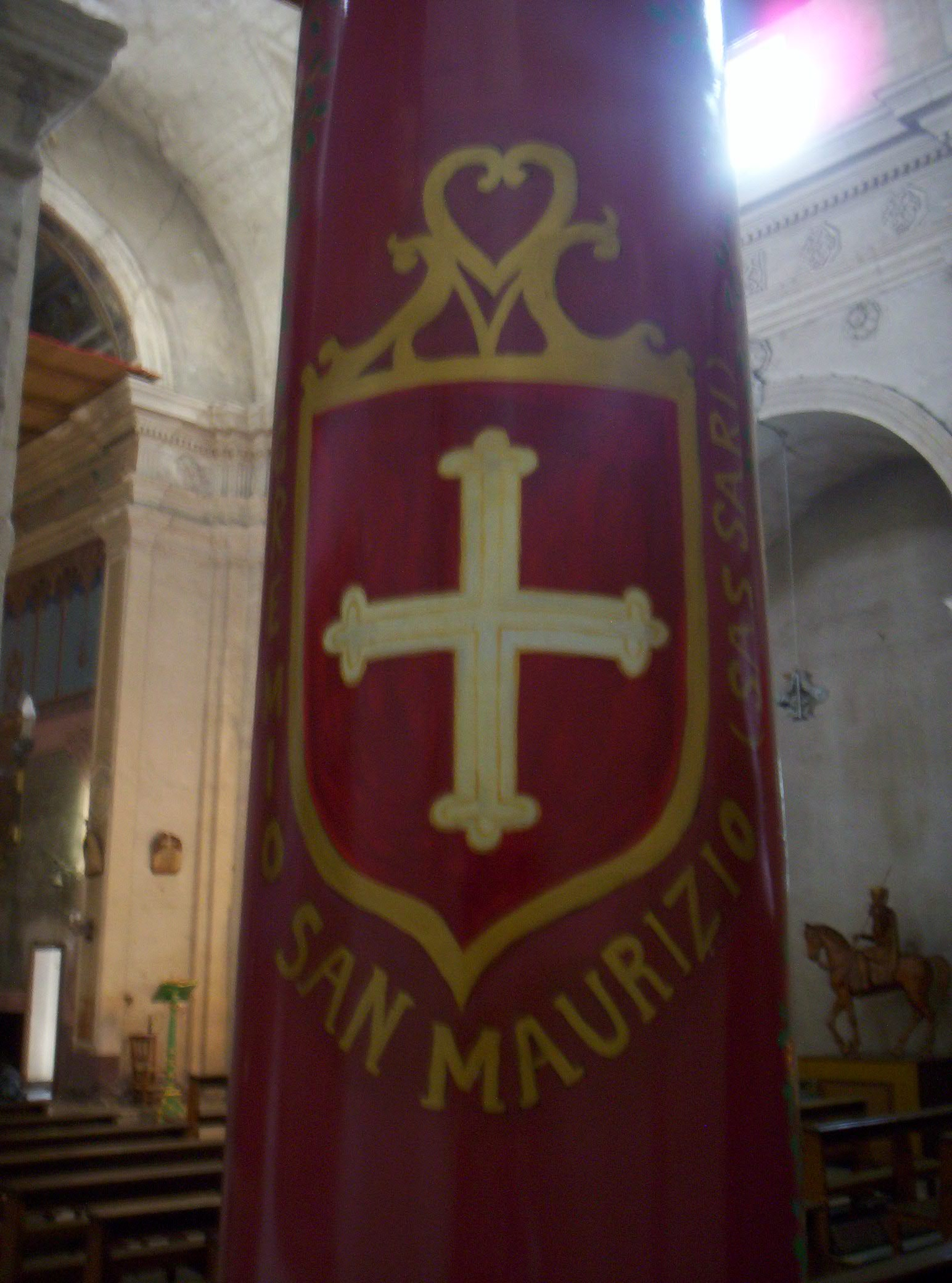
Croce mauriziana, retro del candeliere
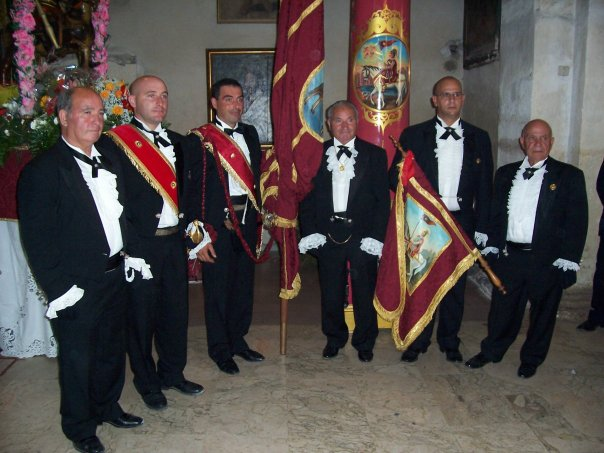
I costumi e le bandiere
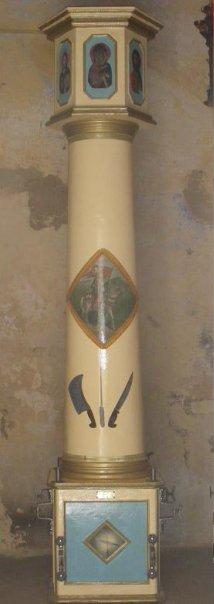
Candeliere medio dei Macellai
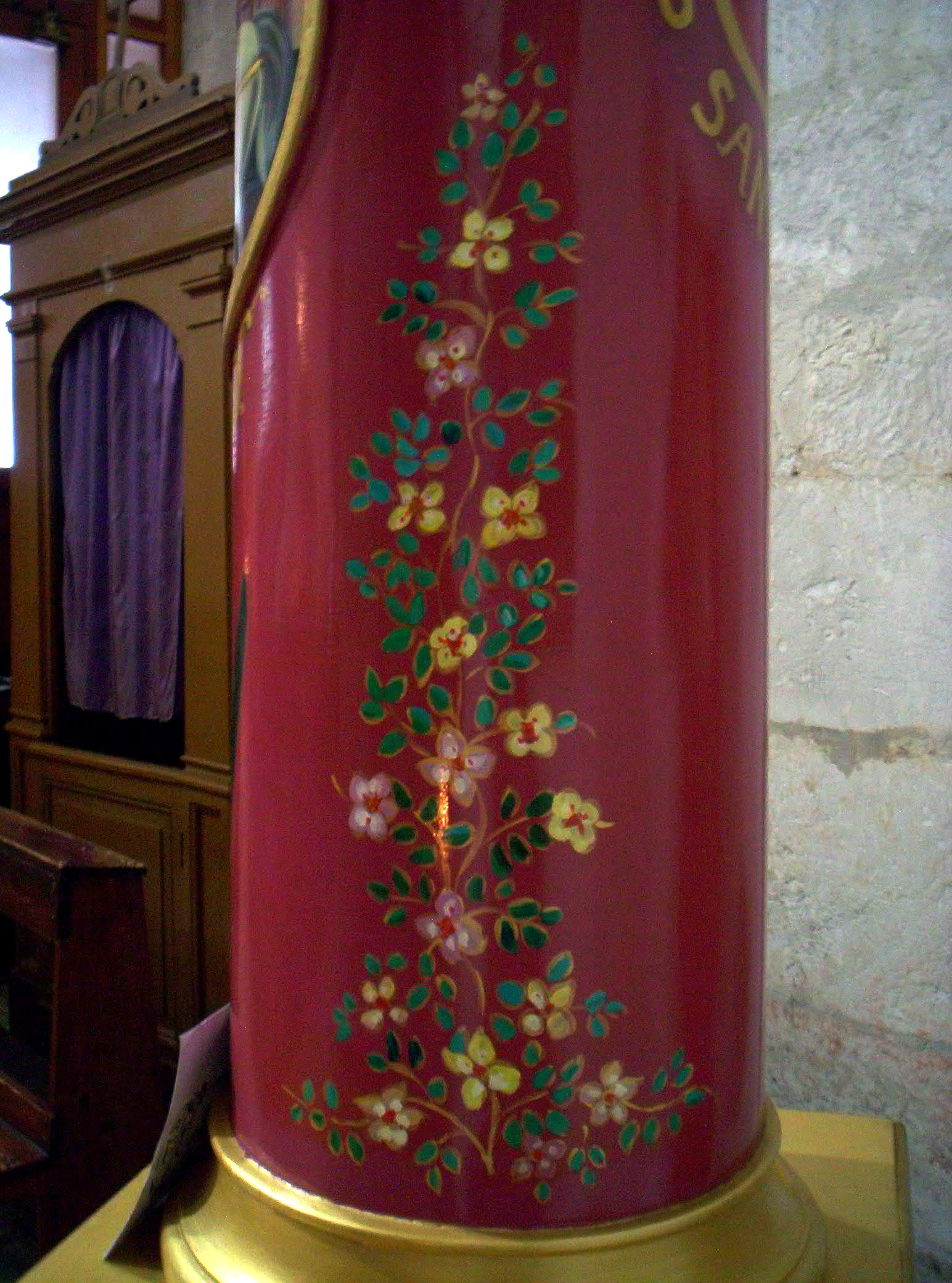
Decorazioni candeliere dei macellai
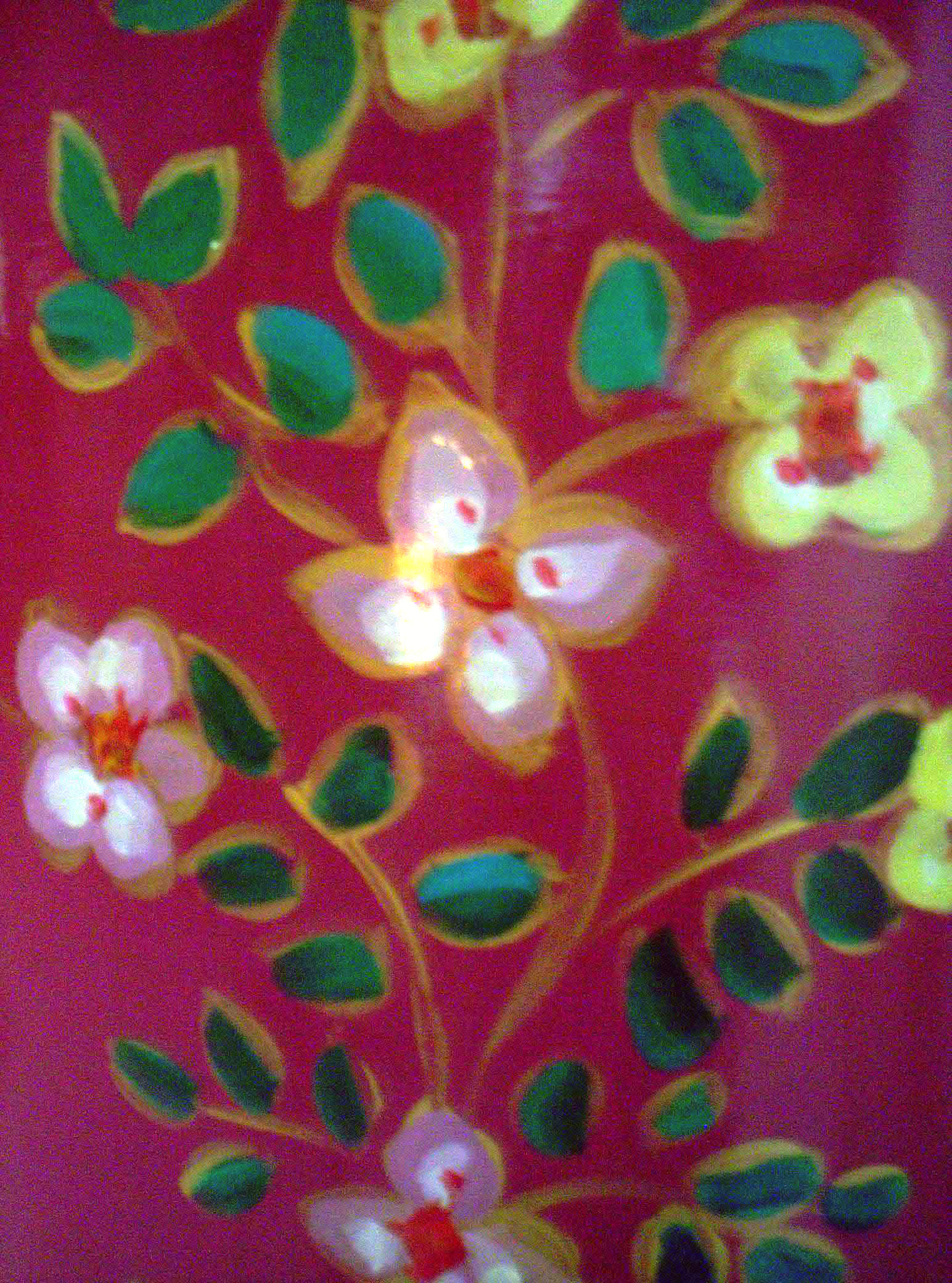
Particolare della decorazione del candeliere
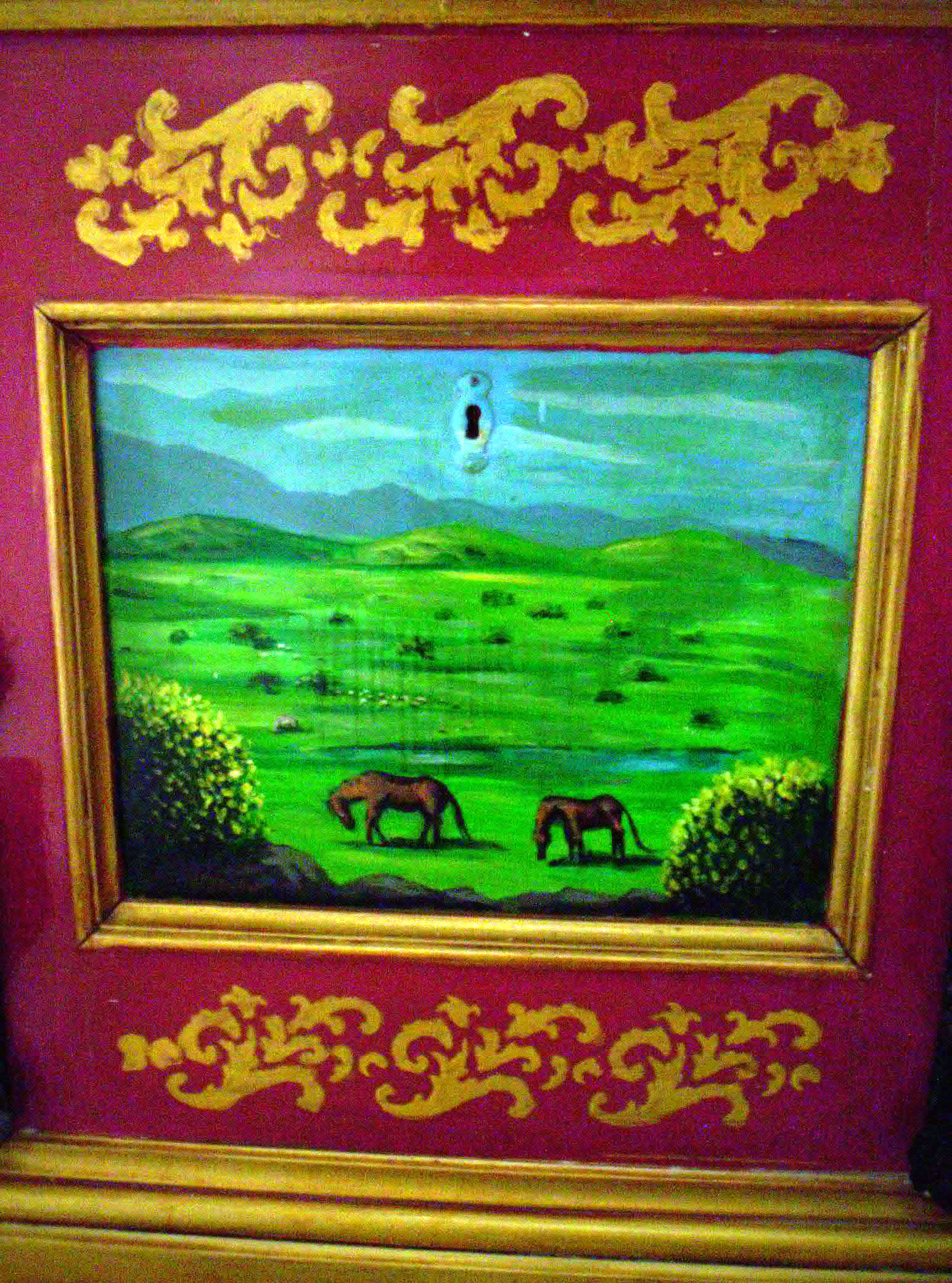
Particolare della base
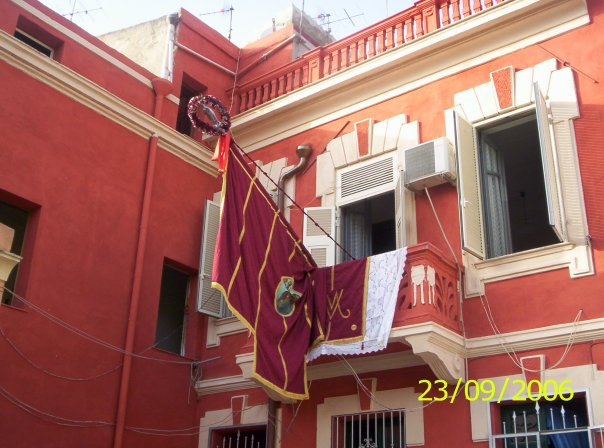
Bandiera grande del Gremio
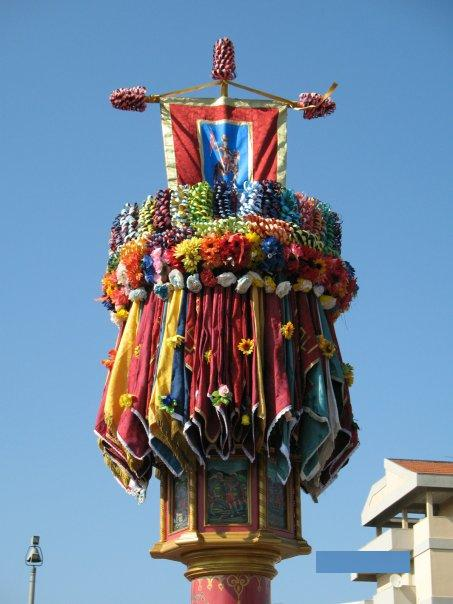
La corona del candeliere ornato
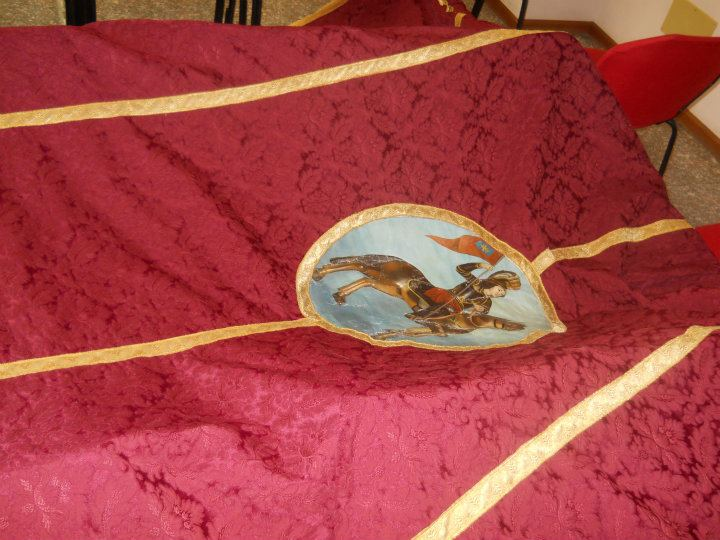
Bandiera grande del gremio
Saluto della bandiera del Gremio dei macellai al simulacro di San Maurizio, anni '70